# 芬里尔
芬里爾（英語：Fenrir），北欧神话中的巨狼，洛基与安尔伯达的兒子，耶夢加得與赫爾的兄弟。
《女巫的預言》提到，芬里爾會在諸神黃昏之中與諸神為敵，芬里爾因此被亞薩神族囚禁。芬里爾後來在諸神黃昏中掙脫束縛，殺死奧丁之後，死於奧丁之子維達手中。

## 後裔
芬里爾有兩個兒子，哈提和斯庫爾，哈提追逐月亮，斯庫爾則追逐太陽。他倆一直分別追趕著裝著太陽與月亮的馬車，直到諸神黃昏才終於將其吞噬。

## 《女巫的預言》

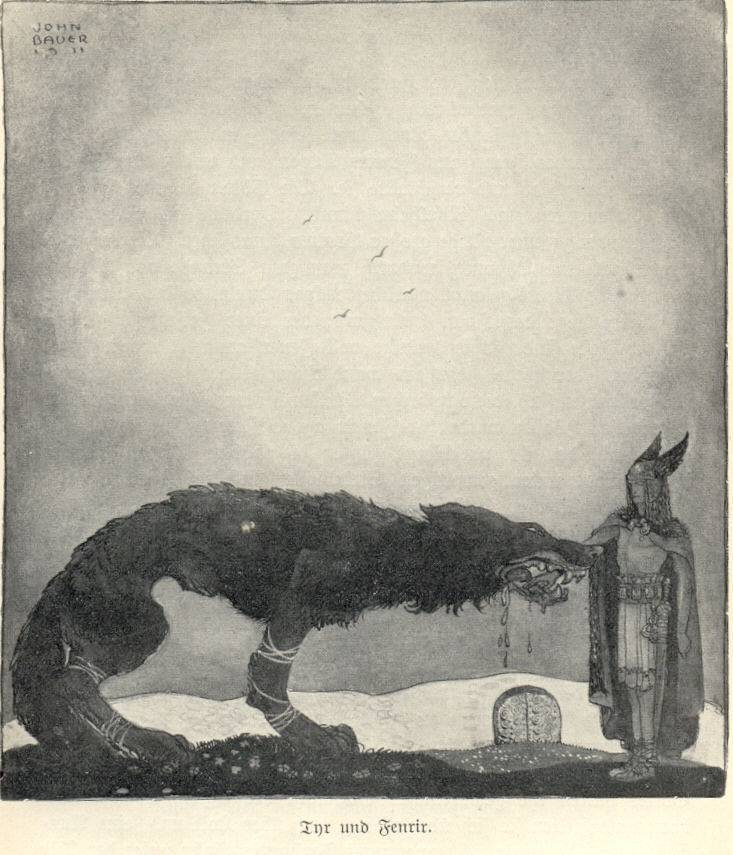
根據《埃達》芬里爾咬斷提爾的手 (John Bauer, 1911)

《女巫的預言》中提到洛基和安爾伯達的三位子女芬里爾、耶夢加得、赫爾將會引發諸神黃昏，導致亞薩神族滅亡（另一個說法是從諾倫三女神的預言中知道此事），於是諸神決定把才剛出生不久的芬里爾、耶夢加得與赫爾給分開，把他們安置在不同的地方，這個決定在他們心中植入仇恨，反而間接導致預言的實現。耶夢加被流放至大海，長大後變成了盤繞在世界之樹的「中庭」的巨蛇，赫爾被流放到冥府，只有芬里爾在出生時由於沒有威脅性，因此牠被阿斯嘉特的諸神們給飼養並且受到嚴密的監視。

## 亞薩神族計縛芬里爾
剛開始是隻性格溫順的幼狼，受到諸神的疼愛，可是長大之後性格劇變，體格碩大且生性兇猛，沒有人能將之馴服，漸漸引起諸神的忌憚。亞薩諸神想方設法希望將芬里爾束縛，亞薩神族先是稱讚芬里爾身強體壯、力大無窮，接著說想要看芬里爾究竟有多強壯，說服芬里爾自願被縛。亞薩神族起初嘗試用鐵鍊將芬里爾綁住，卻被輕易掙脫，即使是諸神所打造出來的雷錠（Laeding）和更為堅固的德洛米（Dromi）鐵鍊也都徒勞無用。因此奥丁派遣弗雷的信使史基尼爾請求侏儒工匠去打造出一條光滑又細軟、卻是擁有強大的魔力又很堅固的鎖鏈，也就是後來的格萊普尼爾之鎖鏈來綑住芬里爾。
芬里爾看到亞薩神族拿著格萊普尼爾之鎖鏈時心生警戒，於是要求諸神派出一位把手放入牠的嘴中，以此保證無法掙脫時會將其鬆綁，如果諸神不遵守諾言，那麽就會把口中的手臂咬斷。諸神對芬里爾所提出的條件產生疑懼，只有戰神提爾願意把右手放入芬里爾的口中。終於，格萊普尼爾之鎖鏈成功地綑住了芬里爾，芬里爾焦躁憤怒地要求諸神將其鬆綁，遭到諸神拒絕後，芬里爾咬斷了提爾的右手。後來諸神將芬里爾囚禁在 Lyngvi 島上。

## 諸神黃昏

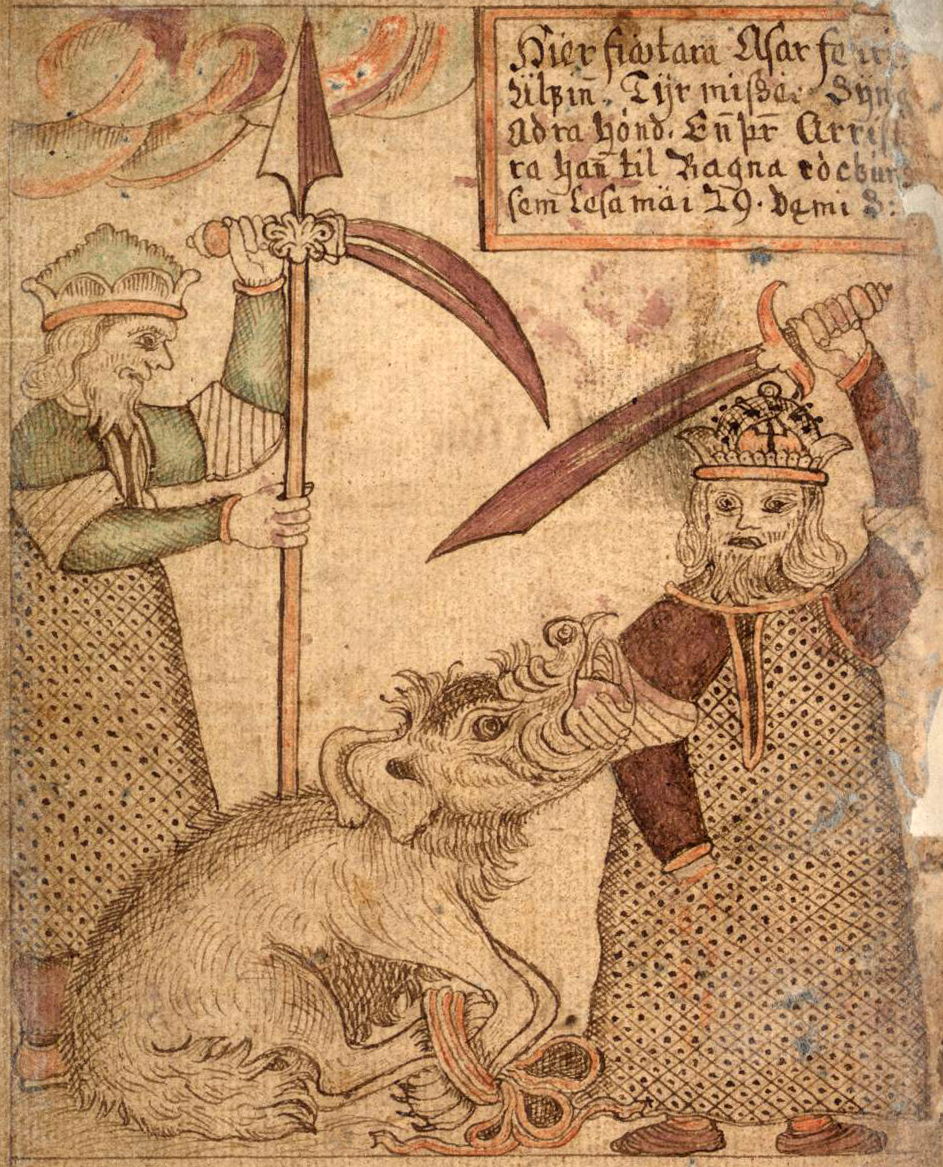
戰神提爾被芬里爾給咬斷右手的情节激发几个世纪以来画家的想象，这是十八世纪冰岛手稿中的插画

芬里爾在诸神黄昏中扯斷格萊普尼爾之鎖鏈後與諸神為敵，並於殺死奥丁後死於奥丁之子维達手中。
《女巫的預言》中的一段描述：
「诸神国度」的众神之主奧丁戴著閃亮的金色頭盔，披著宛如藍色火焰般在肩後起伏的深藍色的斗蓬，祂胯下骑着比風迅速的神馬斯萊布尼爾舉起神槍冈格尼尔迎擊芬里爾的利爪和牠那大到可以吞噬天地的嘴巴。但是奧丁的战运不佳，祂在一陣廝殺不久命喪於魔狼芬里爾的利齿之下。维達目睹祂父亲被殺時悲怒的向芬里尔跃去，一脚踩住魔狼的下巴将其巨口撕成两半，然后用父親的长枪从狼喉刺进心脏替父報一箭之仇。

## 流行文化
- 《戰鬥陀螺 鋼鐵奇兵 ZERO G》的戰鬥陀螺 驚惶者再生魔神 T125JB（動畫版）／幻影弗里厄。
- 《聖鬥士星矢》中的神鬥士的ε 玉衡星 天狼 芬里爾。
- 《獵獸神兵》中第二十六號部隊「擬神兵部隊」的領導者漢克，擬神兵型態為「戰神」、真實型態卻是失控擬神兵型態的「百獸之王 噬神之巨魔狼 芬里爾」的銀白色的狼人。
- 《哈利波特》：狼人焚銳·灰背（英語：Fenrir Greyback）名字即來自芬里爾。
- 《游戏王5D's》：日本漫畫家高桥和希所著動畫。以「極星邪狼芬里爾」這個名字作為诸神黄昏队的隊長，哈拉尔德所使用的卡片。
- 《噬神者》：日本動作遊戲噬神者中引用為對抗荒神的組織。
- 《紙箱戰機》與《紙箱戰機W》青島和也、風摩桐戶所使用的LBX「芬里爾」與「火焰芬里爾」。
- 《閃電十一人》美國代表隊「獨角獸」中，隊長馬克＆迪藍＆一之瀬使用的必殺技「巨狼芬里爾」。
- 《蒼穹之戰神》中 氣化炸彈的異名。命中目標後會在空氣中釋放液體燃料引發大爆炸。由於被稱為小型核彈而且會不分敵我造成廣範圍的重創，因此舊聯合國嚴禁用於人類彼此的戰爭。即使是用做法夫那的兵器，但是一旦「釋放魔狼」大致上也意味著將會以自爆的方式來消滅敵人（指的是異界體Festum）的同時會丟失性命。
- 《卡片戰鬥先導者G》：日本BUSHIROAD公司所著卡牌遊戲Vanguard。動畫中以「神界獸芬里爾」這個名字作為東雲丞馬所使用的王牌卡。
- 日本輕小說《百鍊霸王與聖約女武神》：現代日本主角周防勇斗傳回過去的攸格多拉希亞的亞特蘭提斯大陸冒險時，被後世神話叫做的稱號是黑狼芬里爾的原型。
- 《神魔之塔》：是由香港手機遊戲公司Madhead開發出的一款轉珠遊戲。 其中噬日誅天 ‧ 噬日狼、蝕月毀天 ‧ 喰月狼合體後成為日月巨狼 ‧ 芬里爾。
- 《克魯賽德戰記》：是由為韓國手機遊戲公司Loadcomplete所開發的橫向捲軸遊戲。遊戲裡角色之一潘麗爾的靈感即是來自於芬里爾。
- 《雷神索爾3》：漫威系列電影。芬里爾在片中是效忠海拉的巨狼，被浩克制服。
- 《碧藍幻想》：芬里爾在遊戲中是操縱冰的星晶獸，與玩家敵對，外貌是有著狼特徵的女性。
- 《女裝騎士傳說錄》：本作品的女主角之一，是被稱為最強騎士團「幻界十侍騎士團」當中的成員。
- 《FINAL FANTASY VII 降臨神子》：日本電玩遊戲FINAL FANTASY VII衍生電影，主角克勞德的戰鬥機車芬里爾，兩側「劍匣」，透過替換零件方式展開劍匣後，可收納克勞德的 6 把合體劍。
- 《格莱普尼尔》：日本漫画家武田寸作画的青年漫画作品。主角修一能力是变身为巨大的芬里尔狼人布偶装，真实能力为变身成完全战斗型态的人狼。
- 《美男革命 - 愛麗絲與戀之魔法》中的角色。
- 《刺客信条：英灵殿》中作为敌方角色登场。
- 《轉生就是劍》：由銀月女神創造的神獸，由於要淨化被邪神碎片污染的靈魂，意識被分離到師父所在的劍中。
- 《精靈使的劍舞》：琳絲蕾·勞倫弗洛斯特所使役的魔冰精靈，形態為狼。芬里爾的肚子與異空間相通，因此不管有多少行李都可以放下。此外還能保持食材的新鮮度。
- 《擁有超常技能的異世界流浪美食家》：穆寇達最先締結契約的從魔。外觀是有一身飄逸長毛的巨狼，風之女神寧利勒的眷屬。
- 《勇者辭職不幹了～下個職場是魔王城～》：魔王軍四天王之一的獸將軍莉莉，種族是獸人，戰鬥時則變身為神狼芬里爾，力量和速度都會得到大幅度的提升。
- 《撿走被人悔婚的千金，教會她壞壞的幸福生活》：在故事中是極為稀有的物種。

## 延伸閱讀
- Crumlin-Pedersen, Ole & Thye, Birgitte Munch (eds.) (1995). The Ship as Symbol in Prehistoric and Medieval Scandinavia: Papers from an International Research Seminar at the Danish National Museum, Copenhagen, 5–7 May 1994. Nationalmuseet. ISBN 87-89384-01-6
- Davidson, Hilda Ellis. 1993. The Lost Beliefs of Northern Europe. Routledge. ISBN 9780415049368
- Dronke, Ursula (Trans.). . Oxford University Press. 1997. ISBN 0-19-811181-9.
- Faulkes, Anthony (Trans.) (1995). Edda. Everyman. ISBN 0-460-87616-3
- Hollander, Lee Milton (Trans.) (2007). Heimskringla: History of the Kings of Norway （页面存档备份，存于）. University of Texas Press ISBN 978-0-292-73061-8
- Larrington, Carolyne (Trans.). . Oxford World's Classics. 1999. ISBN 0-19-283946-2.
- Lindow, John. . Oxford University Press. 2001. ISBN 0-19-515382-0.
- MacLeod, Mindy; Mees, Bernard. . Boydell Press. 2006. ISBN 1-84383-205-4.
- McKinnell, John. 2005. Meeting the Other in Norse Myth and Legend. D.S. Brewer. ISBN 9781843840428
- Merrony, Mark. . Periplus. 2004. ISBN 1-902699-54-8.
- Orchard, Andy. . Cassell. 1997. ISBN 0-304-34520-2.
- Pluskowski, Aleks. . Bildhauer, Bettina; Mills, Robert  (编). . University of Toronto Press. 2004: 155–176. ISBN 0-8020-8667-5.
- Puhvel, Jaan. . The Johns Hopkins University Press. 1998. ISBN 0-8018-3413-9.
- Richards, Julian D. . Hunter, John; Ralston, Ian  (编). . Routledge. 1999: 194–209. ISBN 0-415-13587-7.
- Schapiro, Meyer. . The Art Bulletin. 1942, 24 (3): 205–212. JSTOR 3046829. doi:10.2307/3046829.
- Simek, Rudolf. . translated by Angela Hall. D.S. Brewer. 2007. ISBN 0-85991-513-1.